# Poružnica
Poružnica (serbisches-kyrillisch: Поружница) ist ein Dorf in Serbien.

## Geographie
Das Dorf befindet sich in der geographischen Region Banja, in der Opština Sokobanja, im Okrug Zaječar, im Osten von Serbien. Poružnica liegt am südlichen Rand des Banja-Beckens.
Das Dorf liegt im Tal des Flusses Poruznička Reka. Durch das nördlichste Dorfgebiet fließt der Hauptfluss der Gegend, die Sokobanjska Moravica, ohne die Siedlung zu durchqueren. Die Dorfbewohner nutzen Trinkwasser hauptsächlich aus Brunnen. Im Ort gibt es einige kleinere Quellen.
Die Häuser liegen neben dem Fluss, aber ein gewisser Teil der Häuser, steigt auf der rechten Talseite in Richtung des östlichen Nachbardorfes Resnik an. Der Ort liegt auf einer durchschnittlichen Höhenlage von 417 m über dem Meeresspiegel.
Am meisten beeinträchtigt die Dorfbewohner der Südwind der von den Kalksteinabschnitten des Berggipfels des Leskovik weht. Der Leskovik stellt einen Gebirgszug des Gebirges Ozren dar. Etwa 5 km südlich vom Dorf entfernt befindet sich der Gipfel Čardak. Die umliegenden Hänge des Ozren sind mit dichten Eichenwäldern bedeckt und es gibt zahlreiche Quellen. 
Von Poružnica, das etwa 8,5 km, westlich der Gemeindehauptstadt gelegen ist, führt eine Landstraße, die durch das Flusstal der Poruznička Reka, verläuft, hinunter zur Hauptstraße, die Sokobanja mit Knjaževac verbindet. Eine weitere Landstraße führt über den Ort Resnik ebenfalls nach Sokobanja.
Zur östlich gelegenen Bergregion des Golak (die einen Teil der großen Gebirgskette der Devica-Ozren-Gruppe darstellt) und zum südlich gelegenen serbisch-orthodoxen Kloster Lipovac führen weitere Landstraßen und Dorfwege entlang des Flusstals der Poružnička Reka.
Der bekannte See Bovansko Jezero ist etwa 6 km westlich des Dorfes entfernt.

## Dorftypus
Das Dorf hat eine sehr langgestreckte Form und ist nicht in kleine Dorfteile unterteilt, sondern einzelne Dorfgebiete sind nach größeren Familien benannt.
Am Fluss liegen die Häuser sehr dicht beieinander, geht man auf der rechten Talseite entlang, werden die Häuser immer weniger.
Die Dorfbewohner betreiben Landwirtschaft und Viehzucht. Die Felder und Ackerflächen liegen unterhalb des Dorfes auf der Lokation Ravna Šuma (auf der linken Flussseite) und auf der Lokation Rusalija (auf der rechten Flussseite). Die Felder im Flusstal sind teilweise ertragsarm, da der Fluss Poružnička, sehr oft Hochwasser führt und sich große Mengen an Kieselsteinen und Sand auf den Feldern und Wiesen ablagern.
Die Weiden des Ortes befinden sich auf den Flurnamen: Brestansko, Kozarnica, Šiljena, Ravnjak und Ajdučka Poljana. Dort wächst auch der Dorfwald.

## Bevölkerung
Das Dorf hatte 2022 eine Einwohnerzahl von 258, während es 2011 noch 299 waren, nach den letzten drei Bevölkerungsstatistiken fällt die Einwohnerzahl weiter. Die Bevölkerung stellen Serben.

### Demographie
| Jahr | Einwohnerzahl |
| ---- | ------------- |
| 1948 | 564           |
| 1953 | 568           |
| 1961 | 543           |
| 1971 | 537           |
| 1981 | 473           |
| 1991 | 424           |
| 2002 | 354           |
| 2011 | 299           |
| 2022 | 258           |

## Geschichte
Nach den örtlichen Erzählungen wurde das Dorf früher Zlatica genannt. Einst ereignete sich ein verheerendes Hochwasser, was die Häuser begrub oder wegspülte und alles im Ort verwüstete, und von diesem Zeitpunkt an, bekam das Dorf seinen heutigen Namen.
Das Dorf entstand durch Einwanderung und die spätere Gruppierung von einzelnen Weilern. Die ersten Siedler, aus der Familie der Kitanci (die aus Lapovo in der Šumadija herstammen), ließen sich zuerst auf der Lokalität Selište nieder und zogen dann an den heutigen Dorfstandort.
Von 1915 bis 1918 während des Ersten Weltkrieges, gehörte Poružnica zu den Landesteilen Serbiens, die von Bulgarien besetzt wurden. 1917 erlitt der Ort großen Schaden, da sich die Dorfbewohner dem Toplica-Aufstand (serbischer Aufstand gegen die bulgarische und österreichisch-ungarische Besatzung) angeschlossen hatten. Nachdem die Bulgaren den Aufstand niedergeschlagen hatten, kamen sie in das Dorf, brannten fast alle Häuser nieder und töteten einen großen Teil der Bevölkerung. Einige Familien wurden vollständig ausgelöscht.
Im Dorfzentrum stehen zwei Denkmäler nebeneinander. Das erste Denkmal wurde 1921 für die Gefallenen (serbischen Soldaten aus dem Ort) im Ersten Weltkrieg und die Opfer des (von den Bulgaren verübten) Massakers errichtet. Das 1970 erbaute zweite Denkmal ist den gefallenen jugoslawischen Partisanen aus dem Dorf gewidmet. Auch die Dorfgrundschule befindet sich im Ortskern.

## Religion
Im südlichen Dorfgebiet befindet sich der Dorffriedhof.
Auf der Lokalität Crkvina im westlichen Teil des Dorfes, fanden die Dorfbewohner, Mauerreste, Lampen und Kreuze. Nach alten Erzählungen stand in der Vergangenheit an dieser Stelle, eine Ružica genannte, Kirche. Zunächst hatten die Dorfbewohner diesen Ort eingezäunt.
Zu Beginn des 21. Jahrhunderts wurde auf dieser Lokalität der Wiederaufbau der Kirche begonnen. Am 8. Mai 2011 wurde die neu erbaute serbisch-orthodoxe Kirche Hl. Großmärtyrerin Marina, geweiht der Hl. Großmärtyrerin Marina, vom damaligen Bischof der Eparchie Timok, Justin, feierlich eingeweiht.

## Belege
- Artikel über die Kircheneinweihung, sokobanja.com, (serbisch)
- Artikel über das Dorf, poreklo.rs, (serbisch)
- Artikel über das Dorf, auf soko-banja.org, (serbisch)
- Artikel über das Dorf auf der Seite sokobanja.rs, (serbisch)
- Књига 9, Становништво, упоредни преглед броја становника 1948, 1953, 1961, 1971, 1981, 1991, 2002, подаци по насељима, Републички завод за статистику, Београд, мај 2004, ISBN 86-84433-14-9
- Књига 1, Становништво, национална или етничка припадност, подаци по насељима, Републички завод за статистику, Београд, фебруар 2003, ISBN 86-84433-00-9
- Књига 2, Становништво, пол и старост, подаци по насељима, Републички завод за статистику, Београд, фебруар 2003, ISBN 86-84433-01-7